# Monarquia de Luxemburgo
Grão-Duque de Luxemburgo é o título do monarca soberano e chefe de estado de Luxemburgo.  Luxemburgo tem sido um grão-ducado desde 15 de março de 1815, quando foi elevado a partir de um ducado, após ser colocado em união pessoal com o Reino Unido dos Países Baixos. Desde então, houve nove monarcas de Luxemburgo, incluindo o atual, Henrique.

## Papel constitucional
A constituição do Luxemburgo define a posição de grão-duque
| “ | O grão-duque é o chefe de Estado, símbolo da sua unidade, e garantia da independência nacional. Ele exerce o poder executivo em conformidade com a constituição e as leis do país.[1] | ” |
O Luxemburgo é uma democracia representativa, liderada por um monarca constitucional. Nos termos da constituição de 1868, o poder executivo é exercido pelo grão-duque e pelo gabinete, que é composto de vários outros ministros. O governador tem o poder de dissolver o legislativo e restabelecer um novo, enquanto o Grão-Duque tem aprovação judicial. No entanto, desde 1919, a soberania tem residido na corte suprema.
Depois de uma mudança constitucional em dezembro de 2008 decorrentes da sua recusa em assinar uma lei legalizando eutanásia, o grão-duque Henrique perdeu seu direito de assinar leis para sancioná-las.

## História
O Luxemburgo permaneceu sob controle francês até a derrota de Napoleão Bonaparte, em 1815, quando o Congresso de Viena deu autonomia formal ao Luxemburgo. 
Originalmente, o Luxemburgo estava em união pessoal com o Reino Unido dos Países Baixos e o Reino dos Países Baixos de 16 de março de 1815 até 23 de novembro de 1890. Foi elevado ao status de grão-ducado e colocado sob o jugo do rei da Holanda. Todavia, seu valor militar para o Império Alemão foi um empecilho para que a lei fosse cumprida, e o grão-ducado ficou de fora do reino holandês. O forte foi tomado por forças prussianas, após a derrota de Napoleão, e Luxemburgo foi feito membro da Confederação Germânica, com o Reino da Prússia responsável por sua defesa.
O Luxemburgo permaneceu uma possessão dos reis holandeses até a morte de Guilherme III em 1890, quando o grão-ducado passou para as mãos de Casa de Nassau-Weilburg, devido à lei sálica.
Em um referendo realizado em 28 de setembro de 1919, 80,34 por cento votaram a favor da manutenção da monarquia.
Em 4 de março de 1998, o príncipe Henrique foi apontado como tenente-representativo por seu pai, assumindo assim a maioria dos poderes constitucionais do grão-duque João. Em 7 de outubro de 2000, imediatamente depois da abdicação do grão-duque João, Henrique ascendeu como "Grão-Duque de Luxemburgo" e fez o juramento constitucional ante a câmara de deputados, mais tarde naquele dia.

## Linha de sucessão
|  |  |  |  |  |

A linha sucessão ao trono luxemburguês era determinada pela lei sálica, como ditado pelo Nassau Family Pact, adotado pela primeira vez em 30 de junho de 1783.
Em 2011, o Luxemburgo aprovou a primogenitura igual, o que significa que o filho mais velho do monarca, independentemente do sexo, tem prioridade na linha de sucessão. Luxemburgo tinha também anteriormente a primogenitura agnática, o que significa que apenas homens podiam herdar o trono.
O herdeiro do trono tem o título de "Grão-Duque Herdeiro". O atual herdeiro é Guilherme, Grão-Duque Herdeiro de Luxemburgo.
A linha de sucessão atual é a seguintte, a partir do atual monarca: SAR o príncipe Henrique, Grão-Duque de Luxemburgo
(1) Príncipe Guilherme, Grão-Duque Herdeiro de Luxemburgo (n. 1981)
- (2) Príncipe Carlos de Luxemburgo (n. 2020)

(3) Príncipe Félix (n. 1984)
- (4) Princesa Amália de Nassau (n. 2014)
- (5) Príncipe Liam de Nassau (n.2016)

(6) Princesa Alexandra (n. 1991)
(7) Príncipe Sebastião (n. 1992)
Também fazem parte da linha de sucessão um dos irmãos de Henrique e seus filhos:
(8) Príncipe Guilherme (n. 1963)
- (9) Príncipe Paul Louis de Nassau (n. 1998)
- (10) Príncipe Léopold de Nassau (m. 2000)
- (11) Príncipe Jean André de Nassau (n. 2004)

Nota: o Príncipe Luís, 3º filho do Grão-Duque Henrique, e seus dois filhos seriam os 6º, 7º e 8º na linha de sucessão, mas como Luís se casou sem a autorização prévia do Governo, ele teve que abrir mão, pela lei, de seu lugar e o de seus filhos na linha de sucessão. Já o Príncipe João, irmão de Henrique e que seria o 8º na linha, abriu mão de seus direitos e o de seus filhos em 1986.

## Família grão-ducal luxemburguesa
A família grão-ducal luxemburguesa consiste na família do grão-duque do Luxemburgo e seu grupo de parentes próximos: filhos e netos. O Luxemburgo permaneceu uma possessão dos reis holandeses até a morte de Guilherme III em 1890, quando o grão-ducado passou para as mãos de Casa de Nassau-Weilburg, devido à lei sálica.
Em um referendo realizado em 28 de setembro de 1919, 80,34 por cento votaram a favor da manutenção da monarquia.
|  |  |

### Membros principais
- SAR o Grão-Duque Henrique de Luxemburgo
SAR a Grã-Duquesa Maria Teresa de Luxemburgo
- SAR o príncipe Guilherme, Grão-Duque Herdeiro de Luxemburgo
SAR a princesa Stéphanie, Grã-Duquesa Herdeira de Luxemburgo
- SAR o príncipe Félix de Luxemburgo
- SAR a princesa Claire de Luxemburgo
  - SAR a princesa Amália de Nassau
  - SAR o príncipe Liam de Nassau
- SAR o príncipe Luís de Luxemburgo
  - SAR o príncipe Gabriel de Nassau
  - SAR o príncipe Noé de Nassau
- SAR a princesa Alexandra de Luxemburgo
- SAR o príncipe Sebastião de Luxemburgo

### Outros membros
- SAR a arquiduquesa Maria Astrid
- SAR o príncipe João
  - SAR a princesa Maria-Gabriela
  - SAR o príncipe Constantino
  - SAR o príncipe Venceslau
  - SAR o príncipe Carlos-João
- SAR a princesa Margarida
- SAR o príncipe Guilherme
SAR a princesa Sibila
  - SAR o príncipe Paulo Luís
  - SAR o príncipe Leopoldo
  - SAR a princesa Carlota
  - SAR o príncipe João
- SAR a princesa Maria Gabriela
- SAR a princesa João
  - SAR a princesa Carlote
  - SAR o príncipe Roberto
SAR a princesa Julia
    - SAR a princesa Carlota
    - SAR o príncipe Alexandra
    - SAR o príncipe Frederico
- SAR a princesa Alice

## Monogramas
Cada membro da família grã-ducal luxemburguesa tem o seu monograma real próprio.

Monograma real de Henrique
Monograma real de Guilherme e Stéphanie de Lannoy
Monograma real da princesa Alexandra
Monograma real do grão-duque João

## Popularidade
Há poucos dados sobre a popularidade da monarquia no Luxemburgo. O grão-duque é o chefe de Estado do Luxemburgo, e o símbolo da sua unidade, e garantia da independência nacional. Em um referendo realizado em 28 de setembro de 1919, 80,34 por cento votaram a favor da manutenção da monarquia.

## Residências reais

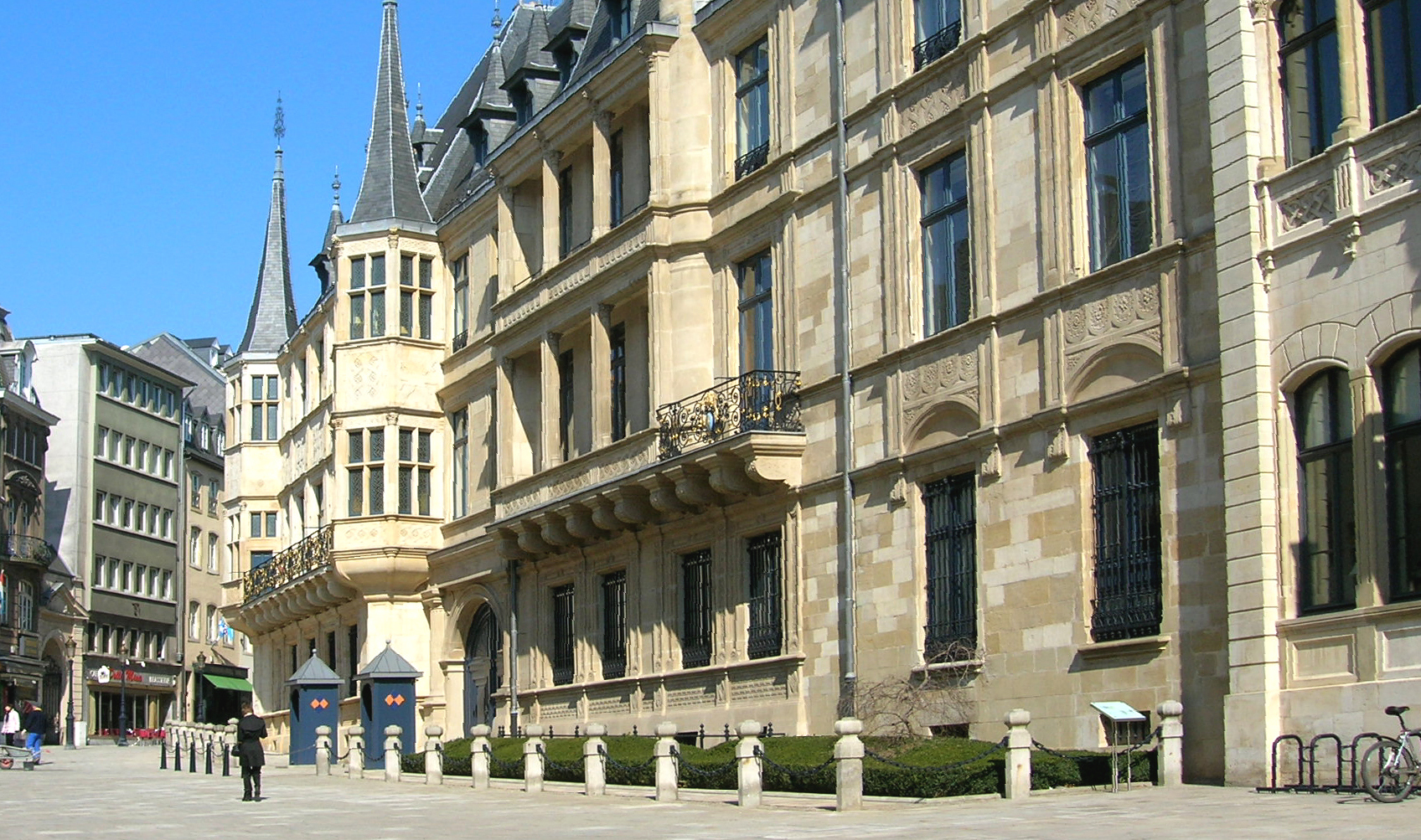
Palácio Grão-ducal
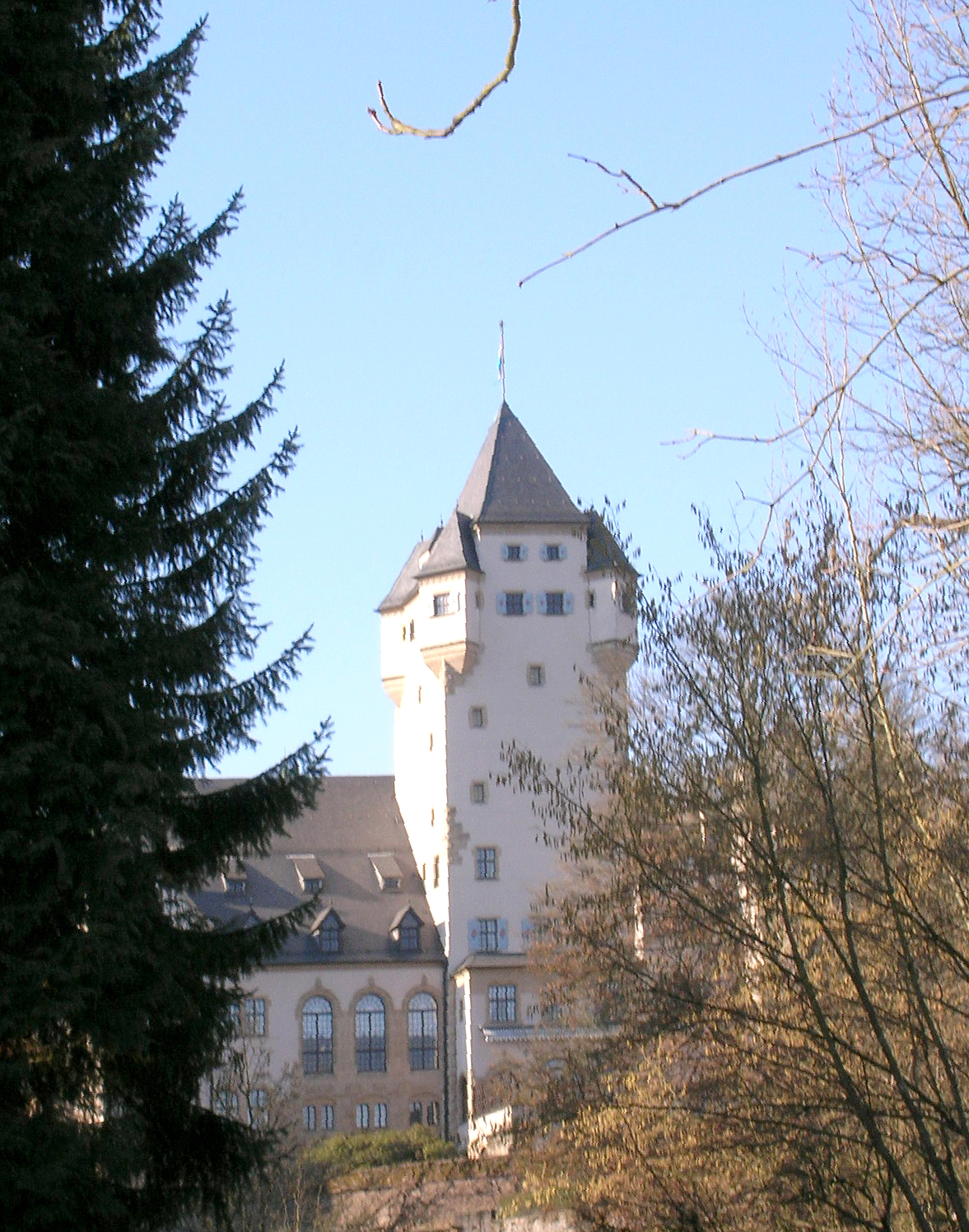
Castelo de Berg
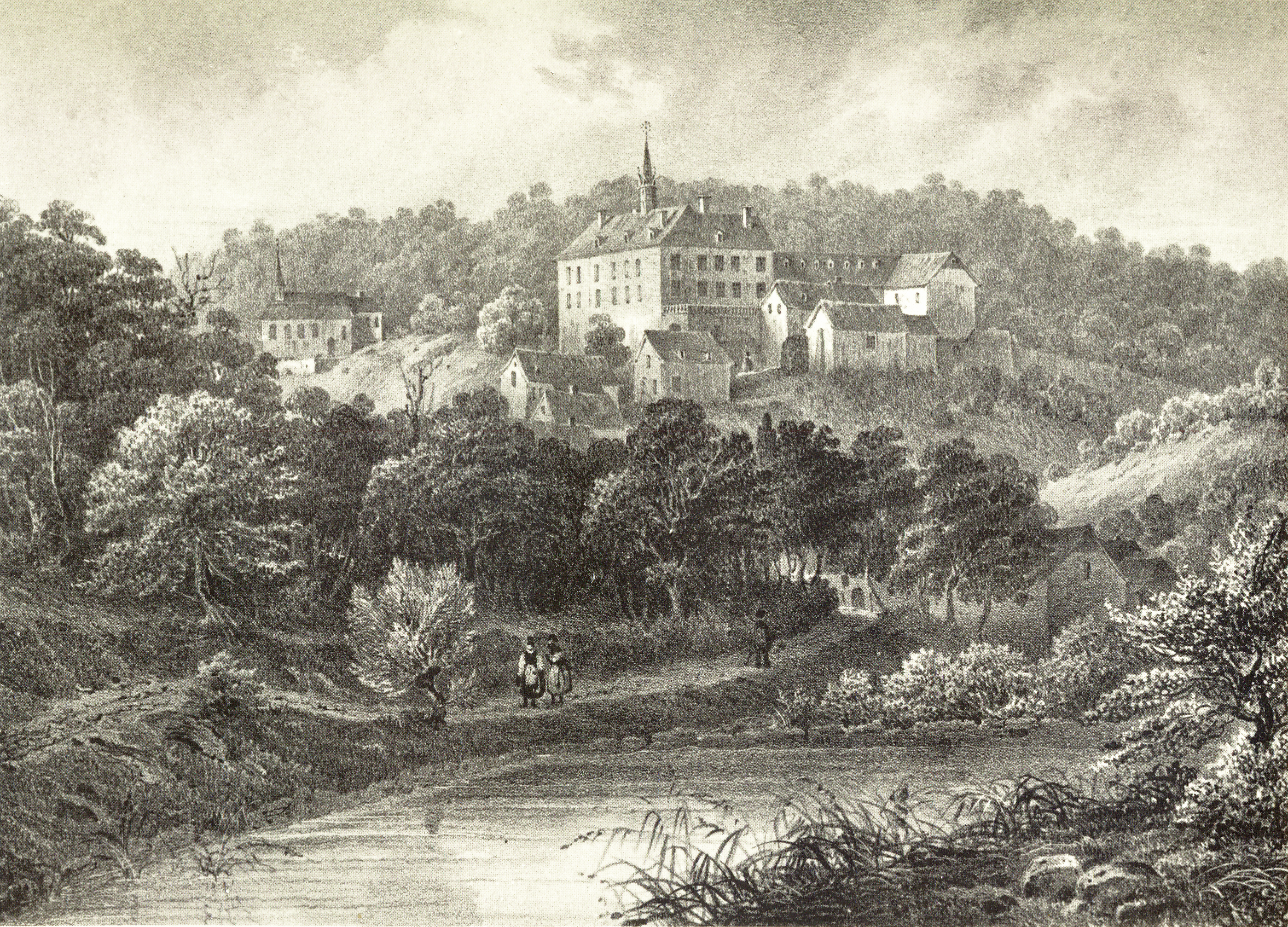
Castelo de Fischbach

O Palácio Grão-Ducal como residência oficial do grão-duque, o palácio é usado pelo soberano para o exercício das suas funções oficiais. Ele e a grã-duquesa, juntamente com a sua equipe, possuem os seus gabinetes no palácio, sendo as salas de aparato do primeiro andar usadas para uma variedade de encontros e audiências. Na noite de Natal, o grão-duque costuma ler uma mensagem a partir da Sala Amarela.
Os chefes de Estado estrangeiros são acomodados no palácio, como convidados do grão-duque e da grã-duquesa, durante as visitas oficiais ao Luxemburgo, servindo o Salão de Baile de cenário para os banquetes de Estado dados em sua honra. Ao longo dos anos, ocorreram no palácio muitas outras recepções, tais como a recepção de Ano Novo dada por membros do governo e pela câmara de deputados.
O Castelo de Berg é, actualmente, uma das duas propriedades cobertas por acordos semelhantes, sendo a outra o Palácio Grão-Ducal, na Cidade do Luxemburgo. O direito dos grão-duques em residir nestes dois palácios está inscrito no Artigo nº 44 da Constituição do Luxemburgo. É habitado, presentemente, pelo rrão-duque Henrique, pela grã-duquesa Maria Teresa e pelos seus filhos.
O Castelo de Fischbach é outra residência da família grã-ducal luxemburguesa sendo também um dos mais antigos castelos do Luxemburgo.
Devido à inadequação dos outros palácios reais, grã-duquesa Carlota continuou a viver em Fischbach depois da guerra e tomou gosto pelo local. Mesmo após a restauração completa do Castelo de Berg e do Palácio Grão-Ducal, a grã-duquesa Carlota permaneceu em Fischbach durante o resto do seu reinado. De facto, mesmo depois da sua abdicação, em 1964, em favor do seu filho, João, decidiu continuar a viver em Fischbach até à sua morte, ocorrida em 1985. 
Dois anos depois da morte de Carlota, o príncipe Henrique e a sua esposa, a grã-duquesa Maria Teresa, mudaram-se para o castelo, onde viveram até que Henri sucedeu a seu pai, João, como "Grão-Duque do Luxemburgo", em 2000.

## Título real
O atual grão-duque, Henrique, traz o título de:
Sua Alteza Real pela Graça de Deus, o Grão-Duque do Luxemburgo, Duque de Nassau, Conde Palatino do Reno, Conde de Sayn, Königstein, Katzenelnbogen e Diez, Burgrave de Hammerstein,  Lorde de Mahlberg, Wiesbaden, Idstein, Merenberg, Limburg e Eppstein.
Convém, no entanto, notar que muitos dos títulos são existentes sem levar em conta as regras estritas da lei sálica.

## Lista de grão-duques
Desde 1815, houve sete grão duques de Luxemburgo e duas duquesas reinantes:
- Guilherme I (1815–1840)
- Guilherme II (1840–1849)
- Guilherme III (1849–1890)
- Adolfo (1890–1905)
- Guilherme IV (1905–1912)
- Maria Adelaide (1912–1919)
- Carlota (1919–1964)
- João (1964–2004)
- Henrique (2000–presente)